# Hans Knudsen (Theaterwissenschaftler)
Hans Knudsen (* 2. Dezember 1886 in Posen; † 4. Februar 1971 in West-Berlin) war ein deutscher Theaterwissenschaftler.

## Leben
Sein Vater, ein gebürtiger Däne, war städtischer Beamter. Nach  dem Besuch des Gymnasiums in Posen studierte Knudsen Philosophie und Literaturwissenschaft an den Universitäten Greifswald und Berlin. 1908 promovierte er in Greifswald mit einer Arbeit über Schiller und die Musik zum Dr. phil. Nachdem er sich in Berlin ansässig gemacht hatte, trat er in den Vorstand der Vereinigung künstlerischer Bühnenvorstände ein und übernahm die Redaktion der Zeitschrift Die Scene. Ab 1920 war er als Theaterkritiker für die Preußischen Jahrbücher, die Rheinisch-Westfälische Zeitung, die Deutsche Zeitung und noch für weitere Zeitschriften und Zeitungen tätig.
1923 wurde Hans Knudsen Assistent bei Max Herrmann am neu gegründeten Theaterwissenschaftlichen Institut der Berliner Friedrich-Wilhelms-Universität, der heutigen Humboldt-Universität. Auf Anregung Max Herrmanns wurde Knudsen Generalsekretär der Gesellschaft für Theatergeschichte und betreute in dieser Funktion vor allem die Publikationen der Gesellschaft. Ebenfalls 1923 wurde er durch Julius Bab in den künstlerischen Ausschuss der Volksbühne berufen.
In der Zeit des Nationalsozialismus unterstützte Knudsen die herrschende Ideologie. Er gehörte zu den 88 Schriftstellern, die im Oktober 1933 das Gelöbnis treuester Gefolgschaft für Adolf Hitler unterschrieben hatten. Zwischen 1933 und 1934 war er verantwortlich für die „Kampfbund“-Zeitschrift Bausteine zum deutschen Nationaltheater, die lediglich in zwei Auflagen erschien und von Walter Stang herausgegeben wurde. Für die Reichstheaterkammer fungierte Knudsen als Herausgeber des offiziellen Journals unter dem Titel Die Bühne – Zeitschrift für die Gestaltung des deutschen Theaters im Wilhelm Limpert Verlag. 1938 erhielt Knudsen einen Lehrauftrag am Theaterwissenschaftlichen Institut der Friedrich-Wilhelms-Universität. Am 20. November 1939 beantragte er die Aufnahme in die NSDAP und wurde zum 1. Januar 1940 aufgenommen (Mitgliedsnummer 7.384.072). Knudsen erhielt 1944, obwohl bei der Universität Zweifel an seiner wissenschaftlicher Qualifikation bestanden, die Außerordentliche Professur für Theaterwissenschaft mit gleichzeitiger Übernahme der Direktion des Theaterwissenschaftlichen Instituts. 
Nach dem Ende des Zweiten Weltkriegs wurde Hans Knudsen 1948 als Ordentlicher Professor für Theaterwissenschaft an die neu gegründete Freie Universität Berlin berufen und übernahm auch hier die Leitung des Theaterwissenschaftlichen Instituts; im selben Jahr wurde sein Werk Wesen und Grundlagen der Theaterkritik (1935) in der Sowjetischen Besatzungszone auf die Liste der auszusondernden Literatur gesetzt. Auch dem Vorstand der Freien Volksbühne Berlin gehörte Knudsen weiterhin an. Aus Protest gegen die Entlassung des Volksbühnenleiters Rudolf Noelte, den er für diesen Posten empfohlen hatte, trat Knudsen 1960 von seinen Ämtern in der Leitung der Volksbühne zurück.
Hans Knudsen starb 1971 im Alter von 84 Jahren in Berlin. Sein Grab befindet sich auf dem Waldfriedhof Zehlendorf.
Sein Sohn, Knud Christian Knudsen (geb. 1916, gest. 1998), war ein Bildhauer (u. a. Ferdinand-Porsche-Büste im Schillerpark in Wolfsburg), Schriftsteller und Verleger (Christian-Verlag: zuerst Berlin-Wilmersdorf, „Künstlerkolonie“ Laubenheimerstraße 19, ab ca. 1949 Bad Nauheim) und erster Mitarbeiter des auf amerikanische Initiative (Reeducation) gegründeten (1949) Deutschen Koordinierungsrates der Gesellschaften für Christlich-Jüdische Zusammenarbeit (Bad Nauheim).

## Werke
- Heinrich Beck, ein Schauspieler aus der Blütezeit des Mannheimer Theaters im 18. Jahrhundert. Voss, Leipzig, Hamburg 1912
- Der Dichter Hermann Burte. Reuss & Itaa, Konstanz 1918
- Wesen und Grundlagen der Theaterkritik. Theaterverlag Albert Langen/Georg Müller, Berlin 1935
- Goethes Welt des Theaters. Ein Vierteljahrhundert Weimarer Bühnenleitung. Druckhaus Tempelhof, Berlin 1949
- Theaterwissenschaft. Werden und Wertung einer Universitätsdisziplin. Christian-Verlag, Berlin 1950
- Theaterwissenschaft und lebendiges Theater. Christian-Verlag, Berlin 1951
- Deutsche Theatergeschichte (= Kröners Taschenausgabe. Band 270). Kröner, Stuttgart 1959, DNB 452475368.
- O. E. Hasse. Rembrandt-Verlag, Berlin 1960
- Deutsches Theater in Posen. Erinnerungen und Beiträge zu seiner Geschichte. Christian-Verlag, Bad Nauheim 1961
- Methodik der Theaterwissenschaft. Kohlhammer, Stuttgart 1971